# Татарів-Буковель (станція)
Татарів-Буковель — залізничний пасажирський зупинний пункт (раніше — залізнична станція) Івано-Франківської дирекції залізничних перевезень Львівської залізниці на лінії Делятин — Ділове між станціями Микуличин (10 км) та Ворохта (6 км). Розташований у селі Татарів Яремчанської міської ради Надвірнянського району Івано-Франківської області.
Вантажні поїзди нині через падіння промисловості не формуються, тому додаткові колії законсервовані.

## Історія
Станція відкрита 1894 року. 1932 року побудований наявний залізничний вокзал.
2015 року була розпочата реконструкція вокзалу. Планувалось витратити 12 млн грн на будівництво сучасного пасажирського комплексу, що дозволив би покращити ситуацію для туристів, оскільки це один із вузлів турпотоку.
У листопаді 2021 року розпочалася реконструкція зупинного пункту Татарів, в ході якої передбачено облаштувати привокзальну територію, громадські туалети, відкриття каси з продажу квитків,  автостоянку, подовжити перон та провести благоустрій і освітлення прилеглої ділянки. Також, у стислі терміни залізничниками було заплановано провести поточний ремонт залу чекання.
12 грудня 2021 року на станції Татарів завершено подовження платформи до 324 м. Відтепер вона може приймати поїзди, у складі яких 12 вагонів (раніше — до 6 вагонів). На платформі встановлено сучасне LED-освітлення. Проведено ремонт фасаду будівлі зупинкового пункту, залу чекання й залізничних кас. 
У 2021 році новим керівництвом АТ «Укрзалізниця» ухвалено рішення в рамках програми Президента «Велике будівництво» провести реновацію цієї станції. На фасаді будівлі оновлено назву на Татарів-Буковель.

## Пасажирське сполучення
Пасажирські поїзди далекого сполучення:
- № 605/606 Львів — Рахів — Львів (через Ходорів, Івано-Франківськ, нині скасований, натомість його графіком руху до 2022 року призначався нічний швидкий поїзд № 125/126 сполученням Миколаїв — Рахів, до 11.12.2021 — № 133/134);
- швидкий поїзд № 143/144 Київ — Ворохта (через Вінницю, Хмельницький, Тернопіль, Львів, нині скасований);
- швидкий поїзд № 129/130—149/150 сполученням Кременчук/Полтава — Ворохта (через Київ, нині скасований);
- фірмовий пасажирський поїзд «Біла акація» сполученням Одеса — Рахів;
- фірмовий пасажирський поїзд № 357/358 «Гуцульщина» сполученням Київ — Київ — Ворохта (через Вінницю, Хмельницький, Тернопіль, Заліщики, Коломию)
- додатковий поїзд Київ — Рахів (через Шепетівку, Львів, Івано-Франківськ) курсує за вказівкою, призначається під час збільшення пасажиропотоку.

У графіку руху на 2021/2022 роки з 12 грудня 2021 року, «Укрзалізниця» запустила 7 пар поїздів до гірськолижного курорту. Крім того, відповідно до нового графіка руху поїздів через Татарів-Буковель прямують наступні поїзди:
- № 5/6 Маріуполь — Рахів (з 2022 року поїзд курсує за маршрутом Запоріжжя — Ясіня / Рахів);
- № 15/16 Харків — Рахів;
- № 25/26 Одеса — Рахів;
- № 55/56 Київ — Рахів;
- № 95/96 Київ — Рахів;
- № 125/126 Миколаїв — Рахів (скасований з 2022 року);
- № 130/129 Кременчук — Ворохта (з групою вагонів безпересадкового сполучення Полтава — Ворохта)[6] (скасований з 10 грудня 2023 року).

З 17 грудня 2023 року призначений поїзд № 193/194 сполученням Кривий Ріг — Ясіня (через день). 
Приміські поїзди:
- Івано-Франківськ — Ворохта
- Івано-Франківськ — Рахів — Ділове.

На станції Татарів є каса з продажу квитків. На приміський поїзд також є можливість придбати проїзні квитки у роз'їзних касирів у приміських поїздах.
Татарів є найближчою зупинкою поїздів до Яблуниці та Буковеля, тож має великий туристичний потенціал.
Паралельно до залізниці пролягає автошлях національного значення Н09. За 150 метрів розташована автобусна зупинка, де є можливість пересісти на автобуси до Яблуниці, Буковелю, Поляниці тощо. Частота їх курсування впродовж світлового дня — 20-40 хвилин, увечері — до 60 хвилин. Для зручності пасажирів з 12 грудня 2021 року організовано автобусні трансфери від вокзалу до Буковеля за фіксованою ціною 50 грн. (з 2024 року - 100 грн.).

## Перспективи

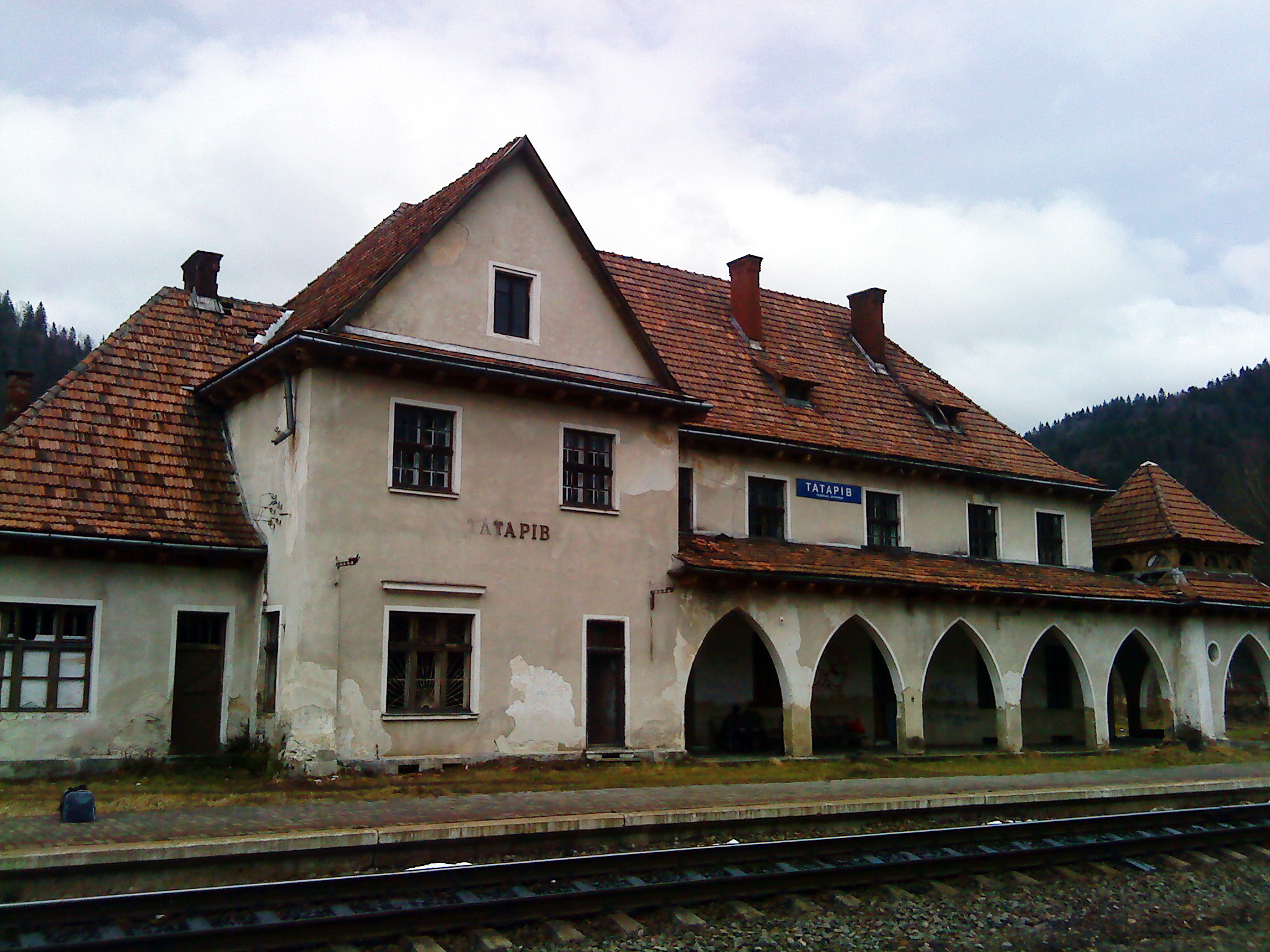
Вокзал (2012)

У жовтні 2021 року стало відомо, що «Укрзалізниця» вивчає можливість будівництва нової залізничної лінії завдовжки 20 км, яка буде вести до гірськолижного курорту Буковель. Одним з запропонованих варіантів є продовження залізниці від  Татарова безпосередньо до гірськолижного курорту. Попередня вартість на втілення проєкту складає близько 1 млрд гривень.

## Пропозиції щодо перейменування
У листопаді 2021 року «Укрзалізниця» повідомила про плани реновації станції та ініціювання процедуру її перейменування на «Татарів-Буковель».